# Poecilochaetus granulatus
Poecilochaetus granulatus är en ringmaskart som beskrevs av Imajima 1989. Poecilochaetus granulatus ingår i släktet Poecilochaetus och familjen Poecilochaetidae. Inga underarter finns listade i Catalogue of Life.